# Bernhard Kretschmer
Bernhard Kretschmer (* 1965) ist ein deutscher Jurist und Professor für Strafrecht und Strafprozessrecht an der Justus-Liebig-Universität Gießen. Kretschmer ist Mitherausgeber mehrerer Fachpublikationen.

## Publikationen
- Schöffin mit Kopftuch: Persona non grata? Berlin ; Münster : Lit, 2007, ISBN 978-3-8258-0994-2
- Der Grab- und Leichenfrevel als strafwürdige Missetat Berlin : BWV, Berliner Wiss.-Verl., 2003, ISBN 978-3-8305-0496-2

### Herausgeberschaft
- Münchener Kommentar zum Straßenverkehrsrecht: StVR Band 1: Verkehrsstrafrecht, Verkehrsverwaltungsrecht Verlag C.H. Beck, 2016, ISBN 978-3-406-66351-2[1]
- Strafrecht der Medizin, Handbuch für Wissenschaft und Praxis, Verlag C.H. Beck, 2017, ISBN  978-3-406-64672-0[2]